# Michael Allaby
John Michael Allaby és un autor guardonat amb el Premi Aventis Junior. Va néixer el 18 de setembre de 1933 a Belper, Derbyshire a Anglaterra.
Va ser cadet de policia de 1949 a 1951. Després d'això va servir a la RAF de 1951 a 1954, on es va convertir en pilot. Després d'abandonar la RAF, va treballar com a actor entre 1954 i 1964. Es va casar amb Marthe McGregor el 3 de gener de 1957.
De 1964 a 1972 va treballar com a editor de la Soil Association a Suffolk, Anglaterra, on va editar la revista Span de 1967 a 1972. Va ser membre del consell d'administració d'Ecosystems Ltd a Wadebridge,  Cornualla, Anglaterra i va ser editor associat de The Ecologist de 1970 a 1972. Es va convertir en editor en cap el 1972. El 1973, es va convertir en escriptor autònom.
Ha escrit àmpliament sobre ciència, particularment sobre ecologia i climatologia. Edita i escriu diccionaris i enciclopèdies per Macmillan Publishers i Oxford University Press. Va ser coautor dels dos primers llibres de James Lovelock: The Greening of Mars (1984, Warner Books, ISBN 0-446-32967-3) i Great Extinction (1983, Doubleday, ISBN 0-385-18011-X). El seu llibre, The Food Chain (André Deutsch, ISBN 0-233-97681-7) va ser subcampió del Premi del Llibre d'Informació de Times Educational Supplement el 1984. La Biblioteca Pública de Nova York va escollir Dangerous Weather: Hurricanes com un dels seus llibres per a adolescents el 1998. Va guanyar el Premi Aventis Junior per als llibres de ciència al 2001 per How the Weather Works. És membre de la Society for the History of Natural History, The Planetary Society, la Society of Authors, l'Acadèmia de Ciències de Nova York i l'Association of British Science Writers.